# Droga wojewódzka nr 607
Droga wojewódzka nr 607 (DW607) – droga wojewódzka w północnej Polsce w województwie pomorskim przebiegająca przez teren powiatu kwidzyńskiego (gminy: Kwidzyn i Ryjewo) i powiatu sztumskiego (gmina Sztum). Droga ma długość 13 km. Łączy miejscowość Gurcz z miejscowością Sztumska Wieś.

## Przebieg drogi
Droga rozpoczyna się w miejscowości Gurcz, gdzie odchodzi od drogi wojewódzkiej nr 518. Następnie kieruje się w stronę północną i po 13 km dociera do miejscowości Sztumska Wieś, gdzie dołącza się do drogi krajowej nr 55.

## Miejscowości leżące przy trasie DW607
- Gurcz
- Jałowiec
- Ryjewo
- Sztumska Wieś